# Piłka ręczna na Letnich Igrzyskach Olimpijskich 2024
Turnieje piłki ręcznej na igrzyskach olimpijskich w Paryżu rozegrane zostały pomiędzy 25 lipca a 11 sierpnia 2024 roku w hali South Paris Arena 6 we francuskiej stolicy oraz na Stade Pierre-Mauroy w Villeneuve-d’Ascq. Zarówno w zawodach mężczyzn, jak i kobiet wzięło udział po dwanaście reprezentacji wyłonionych we wcześniejszych eliminacjach. Tytułów mistrzowskich broniły obie reprezentacje gospodarzy.

## Informacje ogólne
Będzie to piętnasta edycja zawodów w piłce ręcznej w historii letnich igrzysk olimpijskich.
Na początku kwietnia 2022 roku ustalono, że zawody odbędą się w dniach 24 lipca – 9 sierpnia 2024 roku w Villeneuve-d’Ascq, jednocześnie ogłoszono godziny rozgrywania sesji każdego z meczowych dni. W lipcu, na dwa lata przed rozpoczęciem igrzysk, przesunięto daty rozgrywania zawodów na 25 lipca – 11 sierpnia, a także postanowiono o ich organizacji w dwóch miastach. W połowie grudnia 2022 roku oficjalnie potwierdzono rozegranie zawodów w dwóch obiektach – faza grupowa odbędzie się w stołecznej hali South Paris Arena 6, zaś mecze fazy pucharowej na Stade Pierre-Mauroy w Villeneuve-d’Ascq, początkowe plany zakładały jednak ich organizację tylko na drugim z nich.
Z początkiem grudnia 2022 roku rozpoczęła się rejestracja chętnych do zakupu biletów, których koszt kształtował się w zakresie 24–260 euro. Kolejne fazy sprzedaży rozpoczynały się 15 marca i 30 listopada 2023 roku oraz 8 lutego 2024 roku.

## Uczestnicy
W obydwu turniejach udział weźmie po dwanaście reprezentacji, liczących maksymalnie 14 zawodników/czek. System kwalifikacji dla zespołów obojga płci był co do zasady taki sam. Udział w turnieju olimpijskim zapewniony miały reprezentacje Francji jako przedstawiciele gospodarza igrzysk. O pozostałe miejsca drużyny walczyły w kwalifikacjach, na które składały się mistrzostwa świata, zawody kontynentalne (z awansem dla zwycięzców) oraz trzy światowe turnieje kwalifikacyjne (z każdego awansowały po dwa najlepsze zespoły).

### Mężczyźni
| Kwalifikacja                        | Data                                    | Gospodarz       | Miejsca | Zakwalifikowani    |
| ----------------------------------- | --------------------------------------- | --------------- | ------- | ------------------ |
| Gospodarz                           | –                                       | –               | 1       | Francja            |
| Mistrzostwa świata                  | 11–29 stycznia 2023                     | Polska/ Szwecja | 1       | Dania              |
| Azjatycki turniej kwalifikacyjny    | 18–28 października 2023                 | Katar           | 1       | Japonia            |
| Igrzyska panamerykańskie            | 30 października – 4 listopada 2023 roku | Chile           | 1       | Argentyna          |
| Mistrzostwa Europy                  | 10–28 stycznia 2024                     | Niemcy          | 1       | Szwecja            |
| Mistrzostwa Afryki                  | 17–27 stycznia 2024                     | Egipt           | 1       | Egipt              |
| I światowy turniej kwalifikacyjny   | 14–17 marca 2024                        | Hiszpania       | 2       | Hiszpania Słowenia |
| II światowy turniej kwalifikacyjny  | 14–17 marca 2024                        | Niemcy          | 2       | Chorwacja Niemcy   |
| III światowy turniej kwalifikacyjny | 14–17 marca 2024                        | Węgry           | 2       | Norwegia Węgry     |
| Razem                               |                                         |                 | 12      |                    |

### Kobiety
| Kwalifikacja                        | Data                           | Gospodarz                                | Miejsca | Zakwalifikowane    |
| ----------------------------------- | ------------------------------ | ---------------------------------------- | ------- | ------------------ |
| Gospodynie                          | –                              | –                                        | 1       | Francja            |
| Mistrzostwa Europy                  | 4–20 listopada 2022            | Słowenia/ Macedonia Północna/ Czarnogóra | 1       | Dania              |
| Azjatycki turniej kwalifikacyjny    | 17–23 sierpnia 2023            | Japonia                                  | 1       | Korea Południowa   |
| Afrykański turniej kwalifikacyjny   | 10–12 października 2023        | Angola                                   | 1       | Angola             |
| Igrzyska Panamerykańskie            | 24–29 października 2023        | Chile                                    | 1       | Brazylia           |
| Mistrzostwa świata                  | 29 listopada – 17 grudnia 2023 | Dania/ Norwegia/ Szwecja                 | 1       | Norwegia           |
| I światowy turniej kwalifikacyjny   | 11–14 kwietnia 2024            | Węgry                                    | 2       | Węgry Szwecja      |
| II światowy turniej kwalifikacyjny  | 11–14 kwietnia 2024            | Hiszpania                                | 2       | Holandia Hiszpania |
| III światowy turniej kwalifikacyjny | 11–14 kwietnia 2024            | Niemcy                                   | 2       | Niemcy Słowenia    |
| Razem                               |                                |                                          | 12      |                    |

## Sędziowie
Na początku kwietnia 2024 roku IHF opublikowała listę szesnastu par arbitrów wyznaczonych do sędziowania meczów zawodów olimpijskich:
- Youcef Belkhiri / Sid Ali Hamidi
- Mariana García / María Inés Paolantoni
- Amar Konjičanin / Dino Konjičanin
- Ivan Pavicevic / Milos Raznatovic
- Václav Horáček / Jiří Novotný
- Mads Hansen / Jesper Madsen
- Julie Bonaventura / Charlotte Bonaventura
- Ignacio García / Andreu Marín
- Robert Schulze / Tobias Tönnies
- Tanja Kuttler / Maike Merz
- Ǵorgi Nachevski / Sławe Nikołow
- Havard Kleven / Lars Jørum
- Bojan Lah / David Sok
- Arthur Brunner / Morad Salah
- Mirza Kurtagic / Mattias Wetterwik
- Ádám Bíró / Olivér Kiss

## Zawody
Losowanie grup turnieju olimpijskiego zostało zaplanowane na 16 kwietnia 2024 roku w Paryżu, a przed nim Międzynarodowa Federacja Piłki Ręcznej dokonała podziału na koszyki. Przeprowadzili je Siraba Dembélé oraz Jérôme Fernandez, a w jego wyniku powstały dwie sześciozespołowe grupy w każdym z turniejów.

## Medaliści
| Konkurencja | Złoto    | Srebro  | Brąz      |
| Mężczyźni   | Dania    | Niemcy  | Hiszpania |
| Kobiety     | Norwegia | Francja | Dania     |

## Tabela medalowa
*   Gospodarz ( Francja)
| Miejsce | Reprezentacja | Złoto | Srebro | Brąz | Razem |
| ------- | ------------- | ----- | ------ | ---- | ----- |
| 1       | Dania         | 1     | 0      | 1    | 2     |
| 2       | Norwegia      | 1     | 0      | 0    | 1     |
| 3       | Niemcy        | 0     | 1      | 0    | 1     |
| 3       | Francja*      | 0     | 1      | 0    | 1     |
| 5       | Hiszpania     | 0     | 0      | 1    | 1     |
| Razem   | Razem         | 2     | 2      | 2    | 6     |